# Auvelhan
Auvelhan (en francès: Ouveillan) és un municipi francès situat al departament de l'Aude i a la regió d'Occitània.